# Jean François de Troy

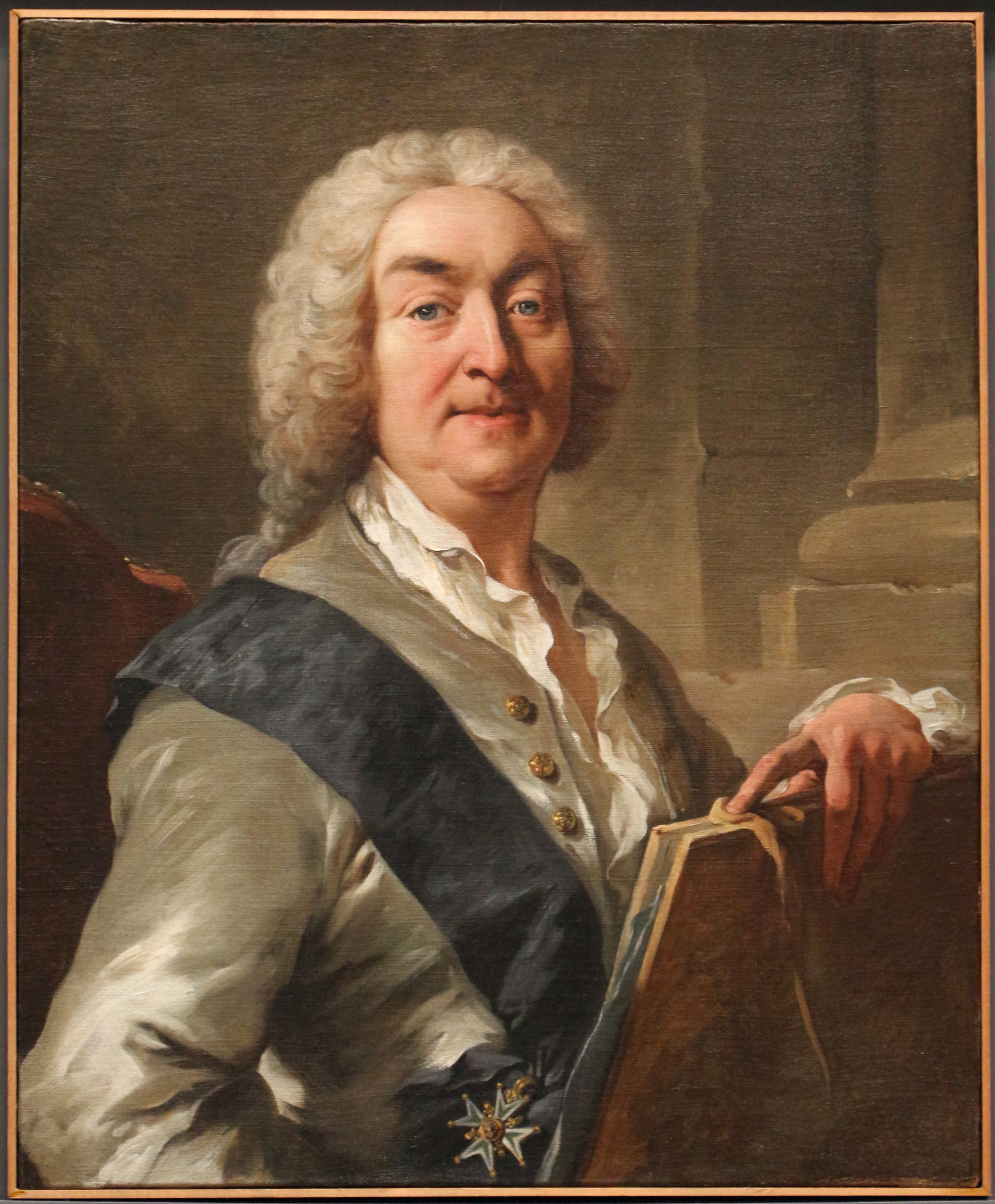
Jean-François de Troy: Selbstporträt, Rom, Accademia di San Luca

Jean-François de Troy (* 27. Januar 1679 in Paris; † 24. Januar 1752 in Rom) war ein französischer Maler. Er erlangte insbesondere Bekanntheit für seine ab 1724 entstandenen tableaux de mode.

## Leben
De Troy entstammt einer Künstlerfamilie, sein Urgroßvater und Großvater waren Glasmaler in Toulouse, bevor sein Vater, der Porträtmaler François de Troy, Mitte der 1660er Jahre nach Paris kam und dort Bekanntheit erlangte. De Troy erhielt seine künstlerische Ausbildung von seinem Vater, von dem er 1699 nach Italien geschickt wurde. Bis 1706 lebte er in Rom, Venedig und Pisa. Nach seiner Rückkehr, im Juli 1708, wurde er mit dem Gemälde Niobe und ihre Kinder (Musée Fabre) in die Académie de peinture et de sculpture aufgenommen, deren Direktor sein Vater war; 1719 wurde er zum Professor ernannt. Zwischen 1724 und 1737 fertigte er Werke für das Schloss von Versailles und von Fontainebleau, aber auch für reiche Auftraggeber wie den Finanzier Samuel Bernard und den Kunstmäzen Jean de Jullienne. Einen Namen machte er sich vor allem mit seinen tableaux de mode (Modebilder), kleinformatigen Genredarstellungen mit galanten Szenen aus dem Leben der französischen Aristokratie.
1738 wurde de Troy zum Direktor der Académie française in Rom ernannt, wo er den Rest seines Lebens verbrachte. Im Jahr 1751 wurde er von Charles-Joseph Natoire abgelöst. Er war Ehrenmitglied der römischen Lukasgilde, deren Direktor er 1744 kurzzeitig war.

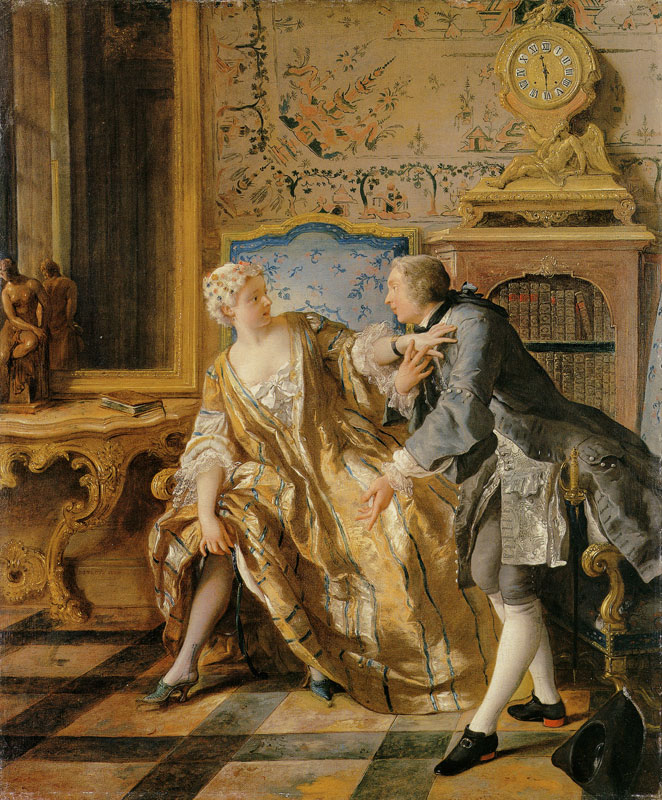
Jean-François de Troy: La jarretière détachée, 1724, New York, Metropolitan Museum of Art (Wrightsman Collection).

De Troy heiratete 1732 Marie-Anne le Trouyt-Deslandes (1710–1742). Ihre sieben Kinder starben alle vor dem Vater. De Troy starb am 26. Januar 1752 in Rom.
Jean-François de Troy hat eine große Zahl von mythologischen, biblischen und historischen Gemälden für Kirchen und Schlösser ausgeführt, sowie Tapisserien entworfen. Zu seinen Schülerinnen und Schülern gehörten Michel-François Dandré-Bardon, Antoine Favray und Marianne Loir.

## Werke (Auswahl)

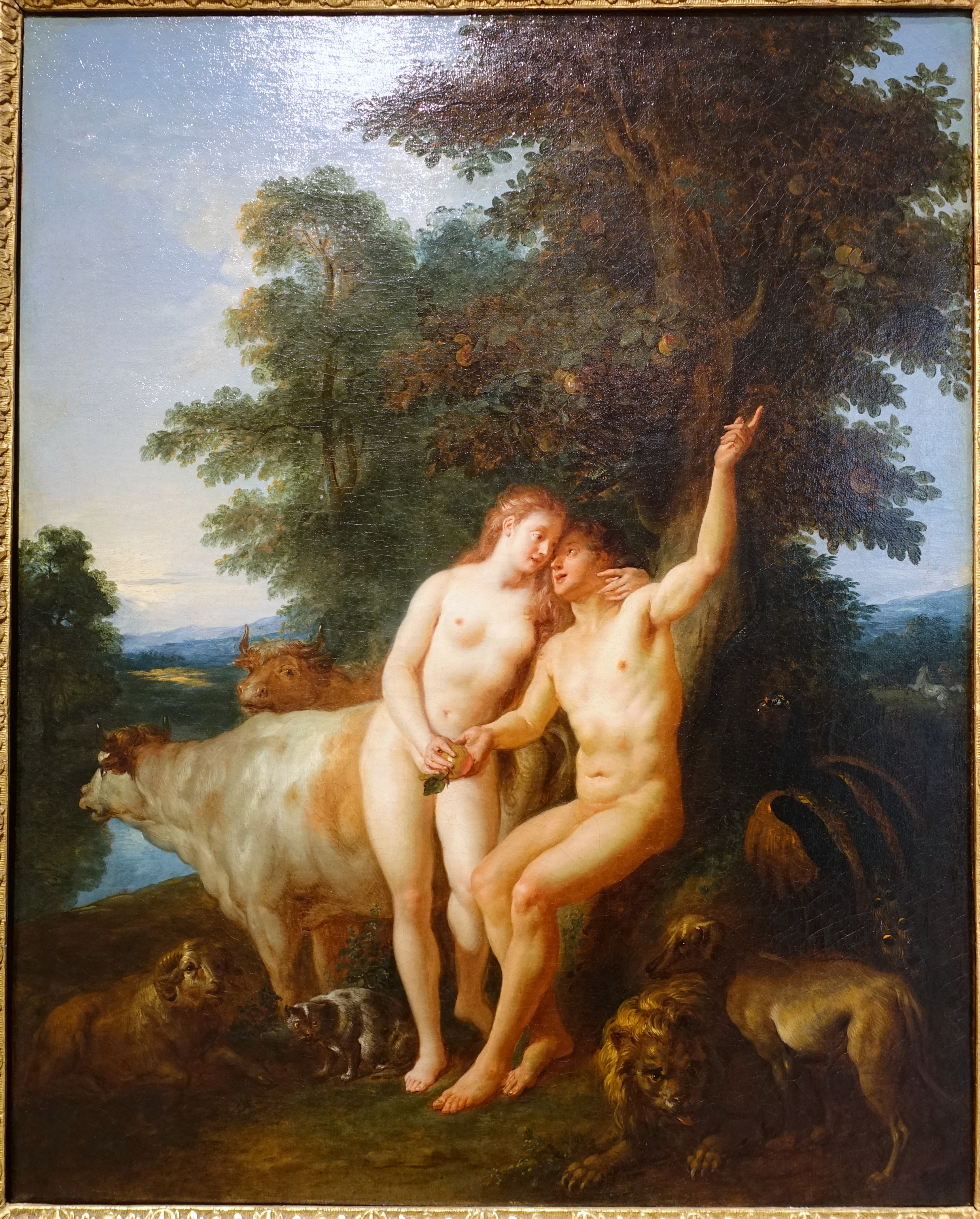
Adam und Eva (1718), Dallas Museum of Art
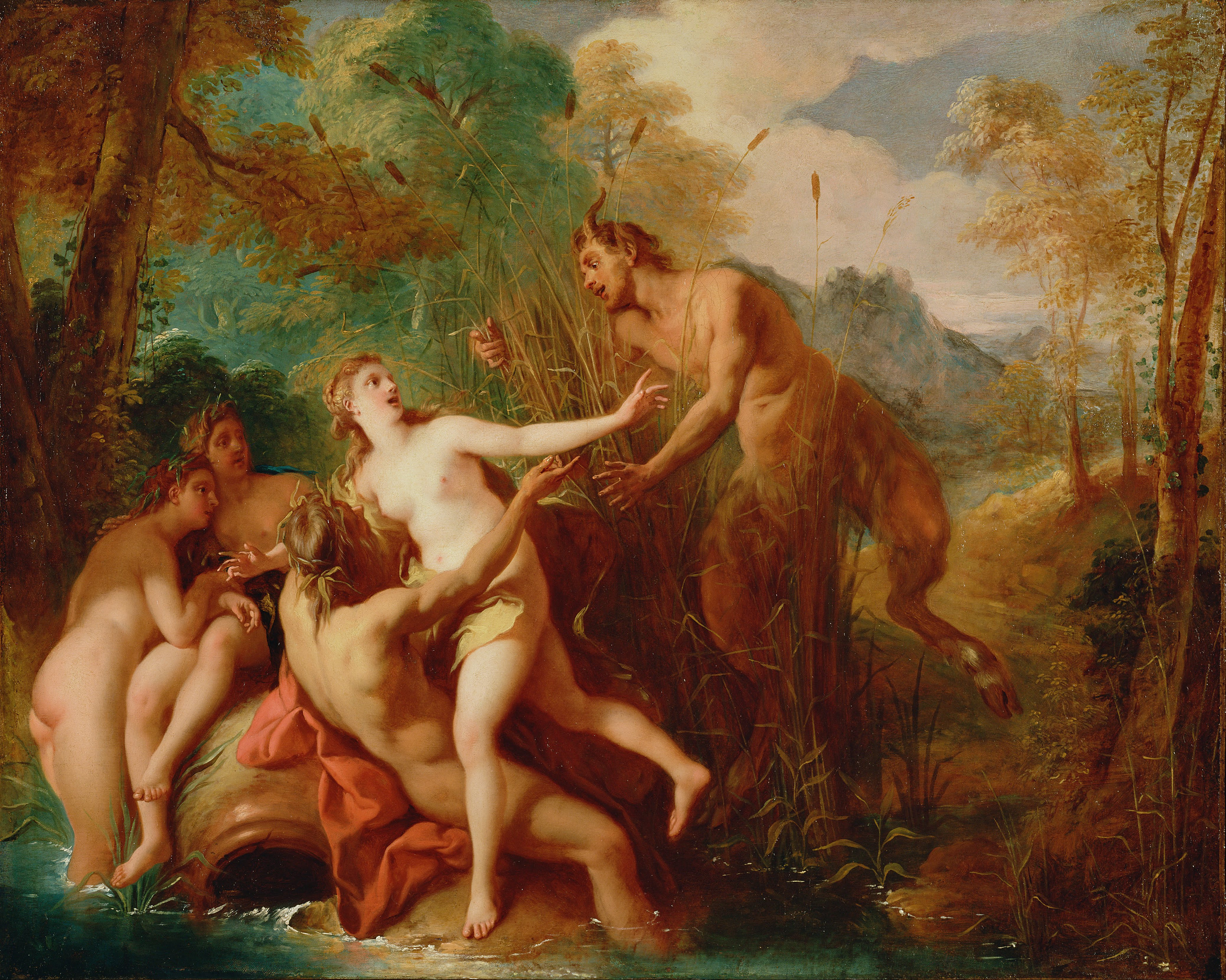
Pan und Syrinx (1722–24), J. Paul Getty Museum
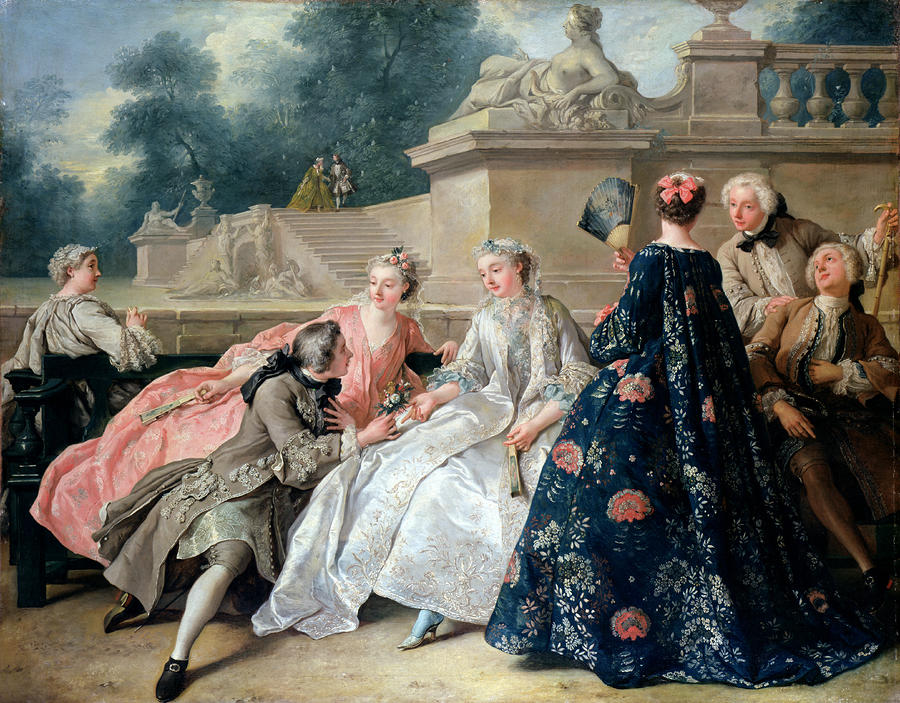
Die Liebeserklärung (1731), Schloss Charlottenburg
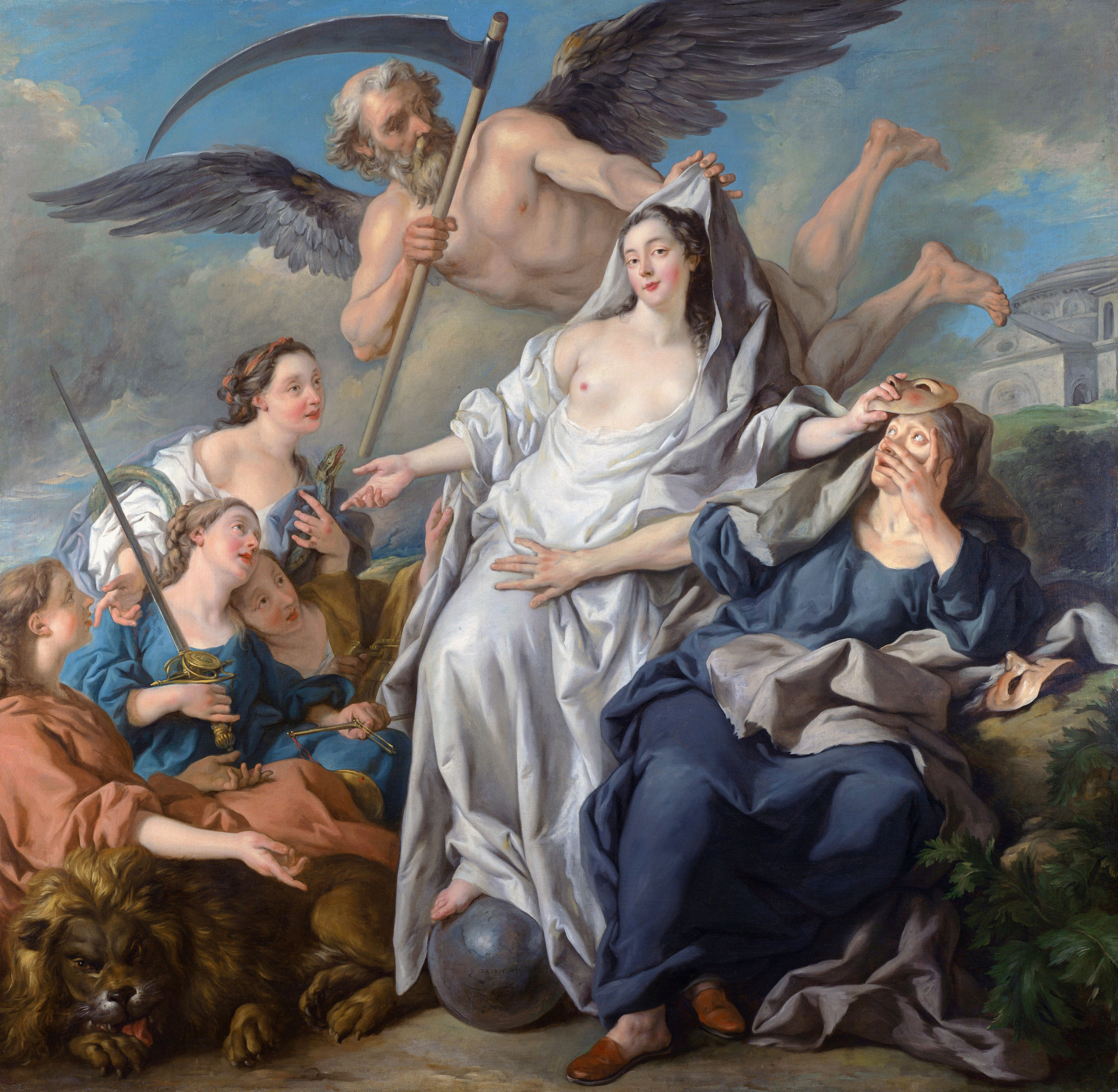
Die Zeit enthüllt die Wahrheit (1733), National Gallery (London)